# کوین گومیس
کوین گومیس (انگلیسی: Kévin Gomis؛ زادهٔ ۲۰ ژانویهٔ ۱۹۸۹) بازیکن فوتبال اهل فرانسه است که در پست مدافع بازی می‌کرد.
از باشگاه‌هایی که در آن بازی کرده‌است می‌توان به باشگاه فوتبال نیس، باشگاه فوتبال گنگام، باشگاه فوتبال ناتینگهام فارست، و باشگاه فوتبال ناوال اشاره کرد.